# 诸家乡
诸家乡，是中华人民共和国四川省南充市蓬安县曾经下辖的一个乡。2019年10月，撤销茶亭乡和诸家乡，将其所属行政区域划归徐家镇管辖。

## 行政区划
诸家乡撤销前下辖以下地区：
五星村、板桥村、磨盘村、下河村、三交村、垒山村、金牛村、土地垭村、农胜村、青平村、太极村、青云村、文武村和红花村。